# (19652) Saris
(19652) Saris est un astéroïde de la ceinture principale, découvert le 9 septembre 1999 à Socorro (Nouveau-Mexique) par le projet LINEAR.

## Orbite
L'orbite de (19652) Saris se caractérise par un demi-grand axe de 2,77 UA, une excentricité de 0,06 et une inclinaison de 4,1° par rapport à l'écliptique.

## Classification
(19652) Saris est un astéroïde de type A, donc riche (> 80 %) en olivine, au moins en ce qui concerne les roches de sa surface.